# Дикая (фильм)
«Дикая» (англ. Wild) — американский фильм режиссёра Жан-Марка Валле, вышедший на экраны в 2014 году. Сценарий написан Ником Хорнби и основан на автобиографической книге Шерил Стрэйд. Премьера фильма состоялась 29 августа 2014 года на кинофестивале в Тельюрайде.

## Сюжет
В 1994 году Шерил Стрэйд решает в одиночку пройти часть тихоокеанской туристической тропы протяжённостью 1100 миль (1770 километров), чтобы избавиться от душевных страданий после недавнего развода и смерти матери.

## В ролях
| Актёр           | Роль                    |
| --------------- | ----------------------- |
| Риз Уизерспун   | Шерил Стрэйд            |
| Лора Дерн       | мать Шерил Барбара Грэй |
| Томас Садоски   | бывший муж Шерил Пол    |
| Михиль Хаусман  | Джонатан                |
| У. Эрл Браун    | Фрэнк                   |
| Гэби Хоффманн   | Эйми                    |
| Кевин Ранкин    | Грэг                    |
| Брайан Ван Холт | рэйнджер                |
| Клифф Де Янг    | Эд                      |
| Кин МакРей      | брат Шерил Лэйф         |
| Мо МакРей       | Джимми                  |
| Уилл Кадди      | Джош                    |
| Ли Паркер       | Рик                     |
| Ник Эверсман    | Ричи                    |
| Рэнди Шульман   | терапевт                |

## Восприятие
На сайте Rotten Tomatoes фильм имеет рейтинг 88 % на основе 278 рецензий со средним баллом 7,5 из 10. На сайте Metacritic фильм получил 76 баллов из 100 на основе отзывов 46 критиков.
А. О. Скотт из The New York Times написал, что Уизерспун изображала Бродягу «с упорством, остроумием и неморгающей честностью».  Он добавил, что «самым дерзким» элементом фильма было уважение к «свободно-ассоциативному, основанному на памяти повествованию» в письменных мемуарах Стрэйд, утверждая, что фильм демонстрирует «захватывающее пренебрежение» условностями коммерческого кинематографа, чтобы продемонстрировать, что изображения и эмоции могут нести смысл более эффективно, чем «аккуратно упакованные сцены или тщательно прописанные пути персонажей».

## Награды и номинации
- 2014 — номинация на премию «Золотая лягушка» фестиваля кинооператорского искусства Camerimage (Ив Беланже).
- 2014 — три номинации на премию «Спутник»: за лучшую женскую роль (Риз Уизерспун), лучшую женскую роль второго плана (Лора Дерн) и лучший адаптированный сценарий (Ник Хорнби, Шерил Стрэйд).
- 2014 — номинация на приз за лучший американский независимый фильм на кинофестивале «Тёмные ночи» (Таллинн).
- 2015 — две номинации на премию «Оскар»: за лучшую женскую роль (Риз Уизерспун) и лучшую женскую роль второго плана (Лора Дерн).
- 2015 — номинация на премию «Золотой глобус» за лучшую драматическую женскую роль (Риз Уизерспун).
- 2015 — номинация на премию BAFTA за лучшую женскую роль (Риз Уизерспун).
- 2015 — номинация на премию Гильдии киноактёров США за лучшую женскую роль (Риз Уизерспун).
- 2015 — номинация на премию Гильдии сценаристов США за лучший адаптированный сценарий (Ник Хорнби).